# Erg Chech 002
Koordinaten: 26° 1′ 55,2″ N, 1° 36′ 39,6″ O

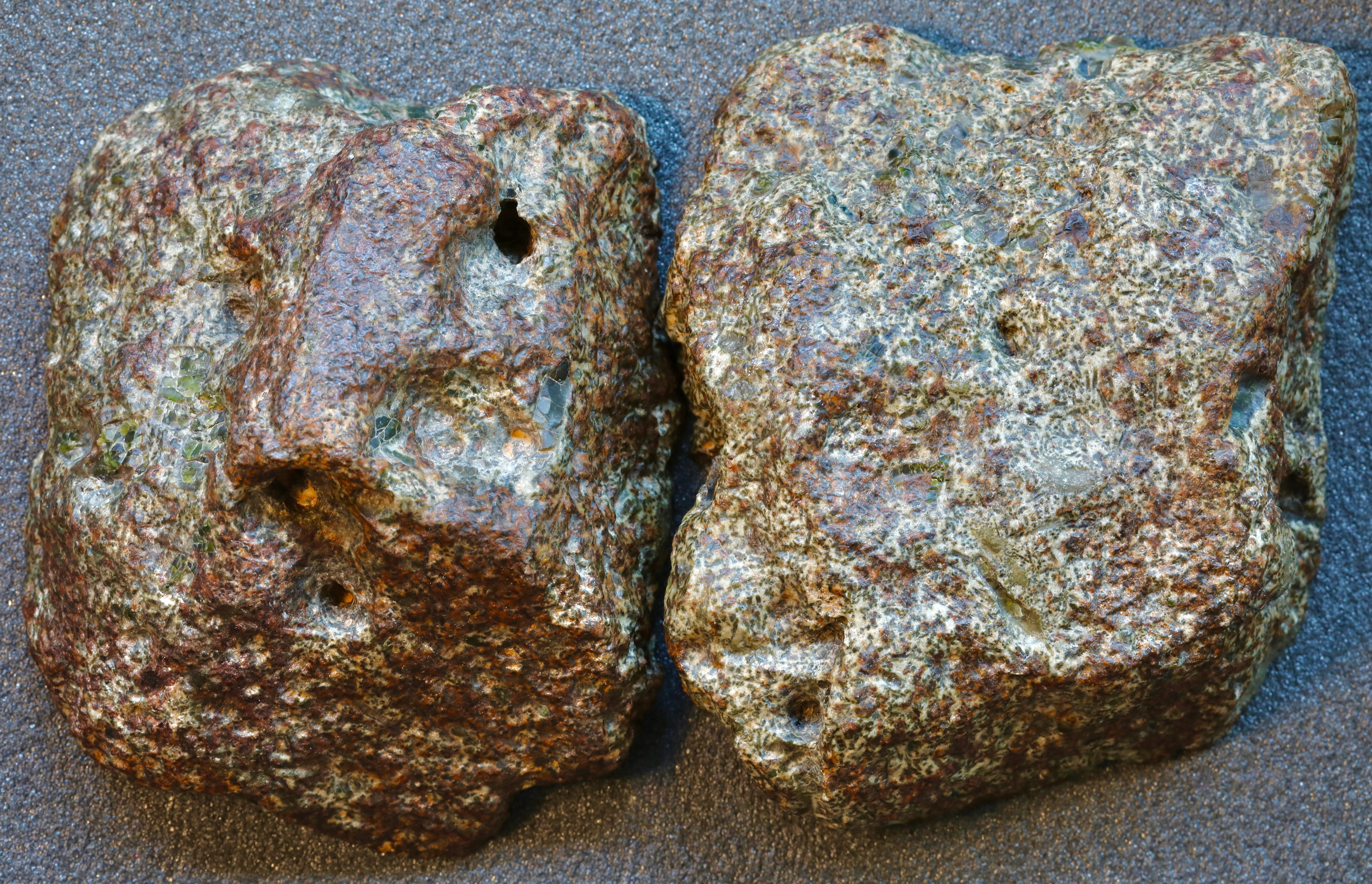
Fragment (1,857 g) von Erg Chech 002, Endschnittflächen

Der Meteorit Erg Chech 002, kurz EC 002, wurde im Mai 2020 im Gebiet Erg Chech der Sahara im Südwesten Algeriens (Provinz Adrar) entdeckt. Er hat eine Masse von 31,78 kg und wird als nicht gruppierter Achondrit klassifiziert.
Seine Metamorphose (Geologie) und sein Kristallisationsalter werden mit 4,566 Milliarden Jahren angegeben. Man nimmt an, dass er ein Fragment aus der Kruste eines kleinen Protoplaneten aus der Entstehungszeit unseres Sonnensystems ist. Sein Material ähnelt irdischem Andesit, einem auch Islandit genannten Gestein, das als Vulkanit zu den magmatischen Gesteinen zählt. Der Meteorit gilt daher als das älteste bekannte vulkanische bzw. sogar basaltische Gestein auf der Erde (Stand 2021).
Der Hauptteil mit 3.910 g befindet sich heute im Mineral and Gem Museum (MMGM) des US-Bundesstaates Maine in Bethel, 50,1 g (inkl. Dünnschnitt) am UWB der University of Washington (UW) in Seattle.

## Zusammensetzung
Bei dem Gesteinsmaterial von EC 002 handelt es sich um Andesit, d. h. um eine Lava, die reich an Siliciumdioxid (Silicat bzw. „Kieselsäure“), Natrium und Kalium ist.
Der Meteorit weist keine Schmelzkruste auf.
Er hat insgesamt ein relativ grobkörniges, hellbraunes und beiges Aussehen mit vereinzelten größeren Kristallen, die bei einigen Fragmenten bis zu 9 × 4 4 cm groß sind und grüne, gelbgrüne, seltener gelbbraune Farbe haben. Die Matrix (Grundmasse) zeigt eine leicht rötlich-braune Färbung.
Diese Matrix, die den größten Teil ausmacht, hat eine mittlere Korngröße von etwa 1,5 mm und besteht überwiegend aus einem Pigeonit-Mischkristall (englisch exsolved pigeonit, französisch pigeonite exsolvée) – häufig in Form von strahlenförmigen Clustern prismatischer Körner – und lamellenartigen Zonen von Natrium-Plagioklas (bereichsweise aus unregelmäßigen Oligoklas-Kernen bis hin zu albitischen Rändern mit orientierten dolchartigen Exklusionen aus K-Feldspat), dazu kommen als Nebenmineralien titanhaltiger Chromit, Ilmenit, Troilit, polymorphes Siliziumdioxid (mit einem gekrümmten Fischschuppen-artigen Bruchmuster, das auf Cristobalit hindeutet), das Phosphat Merrillit, sowie – selten – nickelarmes Metall (d. h. vorwiegend Eisen, in den zusammengesetzten Kornclustern mit Ilmenit, Ti-Chromit und Troilit).
Die spärlich vorhandenen Verwitterungsprodukte umfassen hauptsächlich Troilit und sekundär Goethit sowie vereinzelte sehr dünne Kalzitäderchen.

## Klassifizierung
Zwar ähnelt der Pigeonit-Mischkristall von EC 002 dem Pyroxenen der typischen Eukrite (allerdings mit einem viel niedrigeren FeO/MnO-Verhältnis), aber der stark natriumhaltige und leicht kalkhaltige Plagioklas unterscheidet sich deutlich von dem viel kalkhaltigeren Plagioklas jener Meteoritengruppe.
Die Kerne der Orthopyroxen-Megakristalle unterscheiden sich auch vom typischen diogenitischen Orthopyroxen, sie sind reicher an Magnesium und Chrom und haben niedrigere Eisenoxid/Manganoxid-Verhältnisse. Die Anteile der Sauerstoffisotope liegen zwischen den meisten Eukrite und Angrite, sind denen der anomalen Eukrite Bunburra Rockhole, Emmaville, Asuka 881394 und EET 92023 ähnlich, aber die allgemeine Mineralogie von EC 002 unterscheidet sich stark von diesen vier Meteoriten – etwa durch den stark natriumhaltigen Plagioklas und die niedrigen FeO/MnO-Verhältnisse der Pyroxene. EC 002 bleibt daher innerhalb der Klasse der Achondrite ohne Beispiel und somit ungruppiert.

## Ursprung
Die Zusammensetzung von EC 002 deutet darauf hin, dass er aus der teilweisen Verschmelzung eines nicht-kohlenstoffhaltigen chondritischen Materials stammt, im Vergleich zur Photosphäre der Sonne nicht arm an Alkalien ist, sowie einen hohen Schmelzgrad von etwa 25 % hat (was einer Temperatur von etwa 1220 °C entspricht). Kein bekannter Asteroid hat die gleichen spektralen Eigenschaften wie EC 002. Offenbar sind fast alle ähnlichen Körper seit der Entstehung des Sonnensystems verschwunden, entweder weil sie zur Bildung größerer Planeten oder Monde beitrugen haben oder weil sie einfach durch Kollisionen zerstört wurden.
Das Kristallisationsalter von EC 002 wurde zu 4,565 Ga (Milliarden Jahren) bestimmt. Es ist das älteste bekannte Alter (Stand 2021).
Das ursprüngliche Verhältnis der Aluminium-Isotope 26Al/27Al, das aus der Regressionsgeraden 26Mg/24Mg versus Al/Mg abgeleitet wurde, zeigt, dass die Magma, aus der EC 002 entstand, aus einem signifikant ein oder mehrere hunderttausend Jahre früheren Aufschmelzvorgang herrührt. Das muss dann auch die Akkretion des Elternkörpers von EC 002 gelten, von dem man annimmt, dass es sich um einen Protoplaneten mit einem Durchmesser von einigen zehn oder sogar hundert Kilometern gehandelt haben könnte.

## Bildergalerie

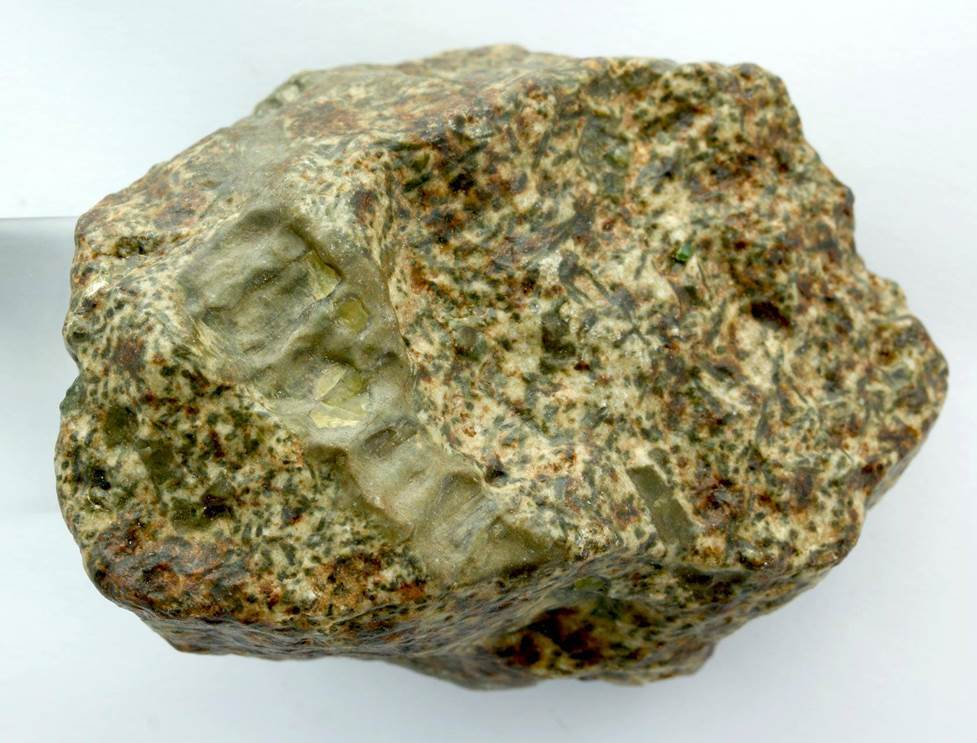
Fragment von Erg Chech 002
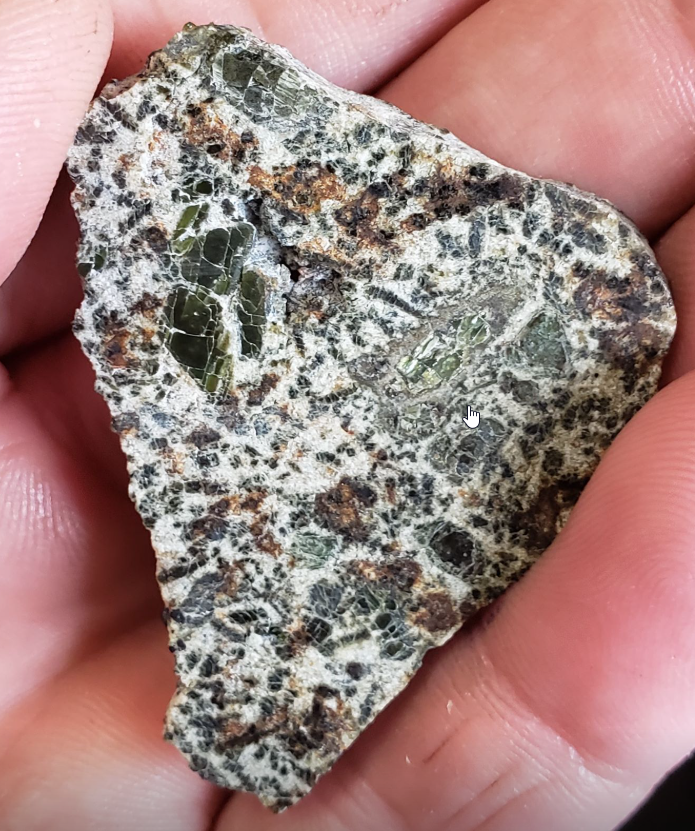
Fragment von Erg Chech 002
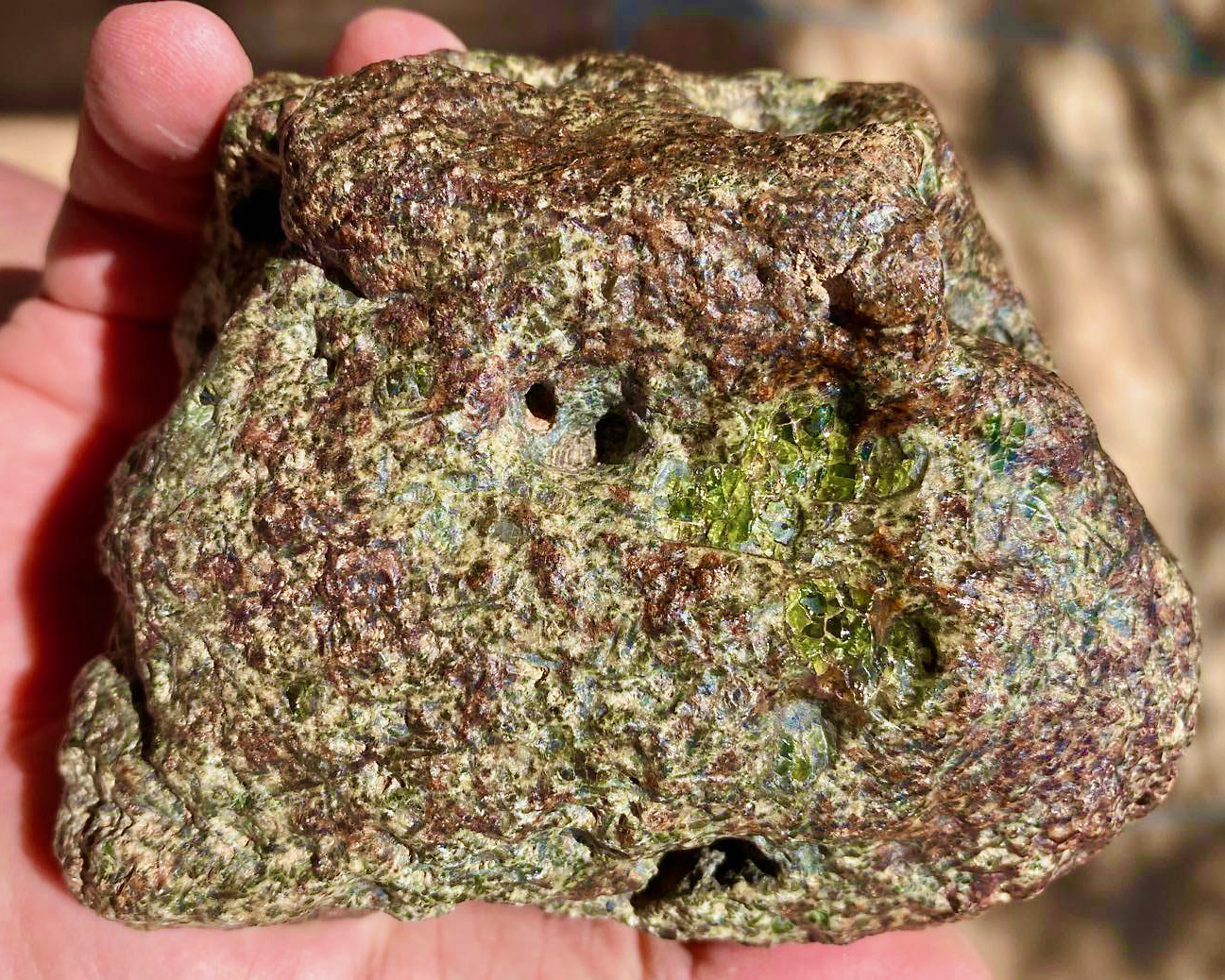
Fragment von Erg Chech 002
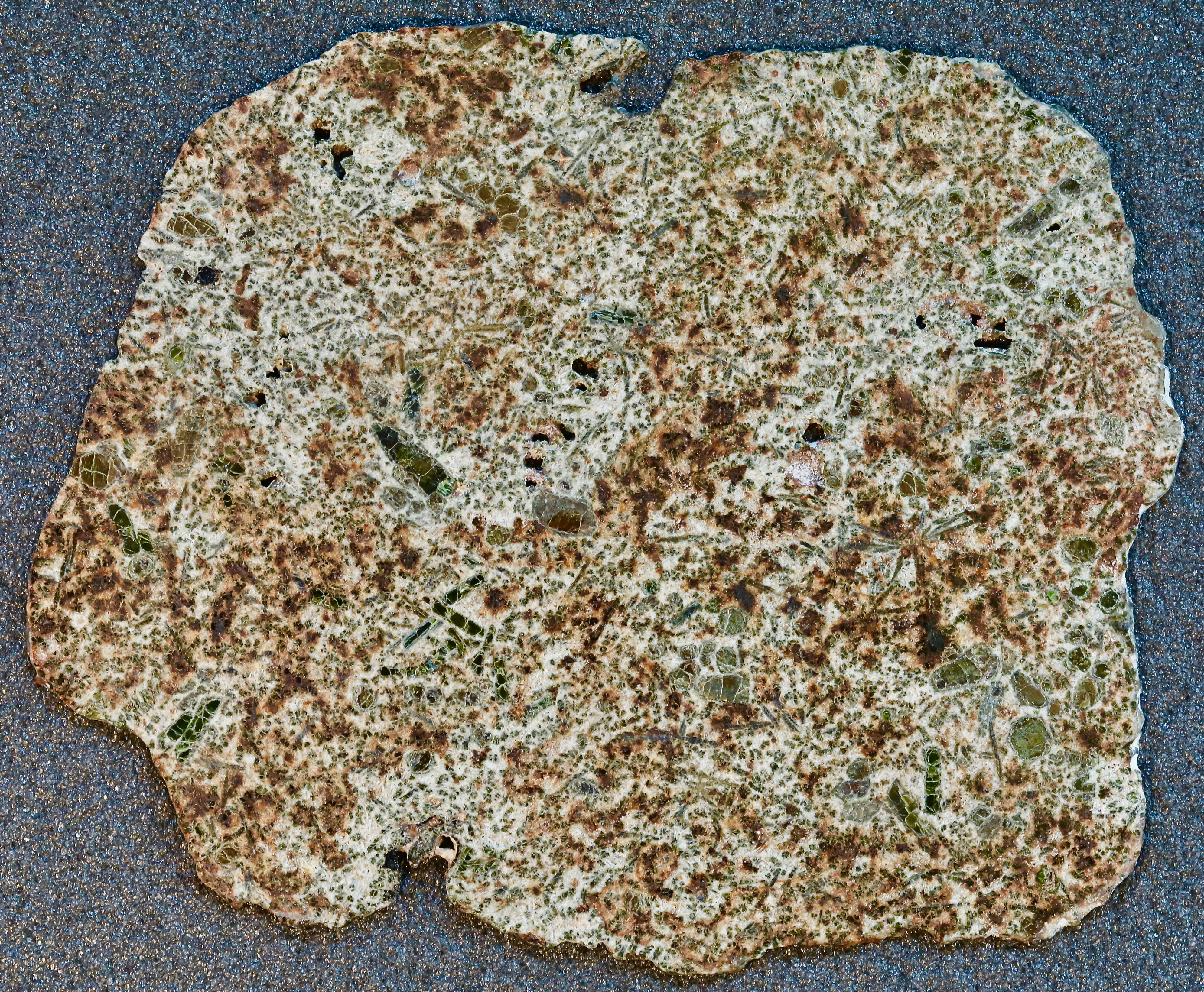
Fragment von Erg Chech 002 (47 Gramm)
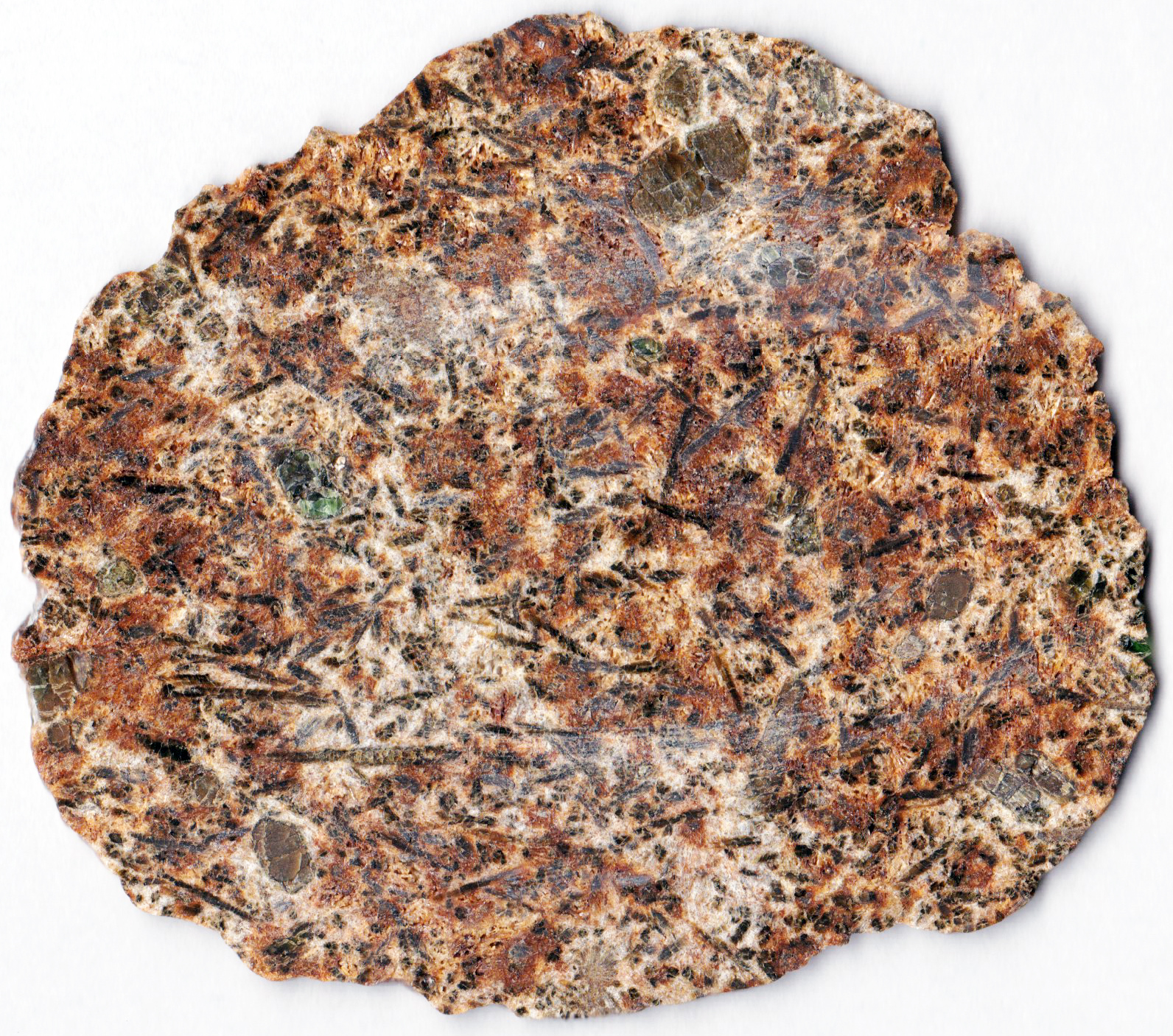
Fragment von Erg Chech 002 (~6.5 cm Durchmesser an der breitesten Stelle)
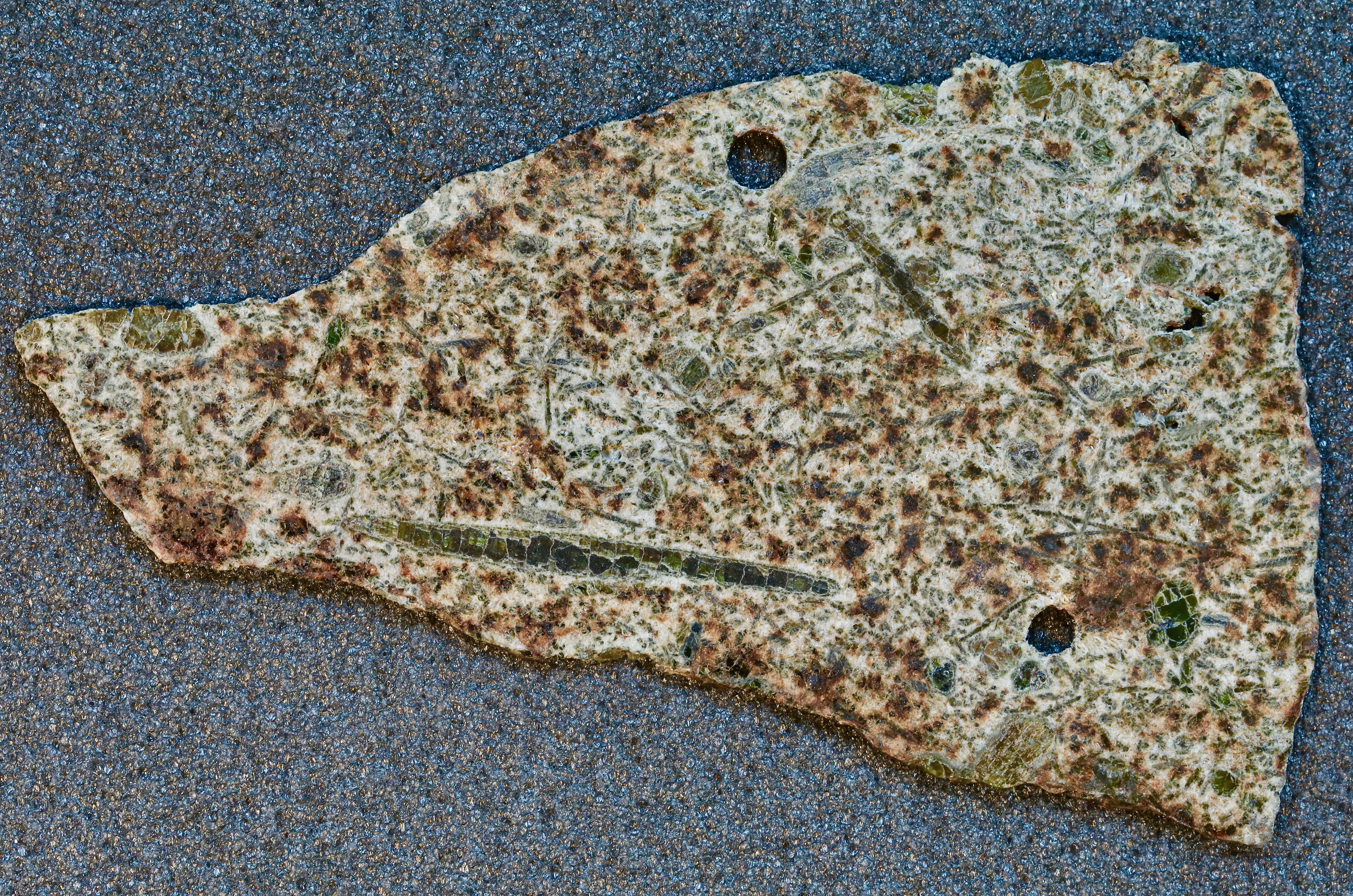
Abschnitt (17 Gramm, aus einem Bruchstück mit 1,175 kg) mit dem größten bis dato in Erg Chech 002 gefundenen Kristall

Makroaufnahmen von Erg Chech 002
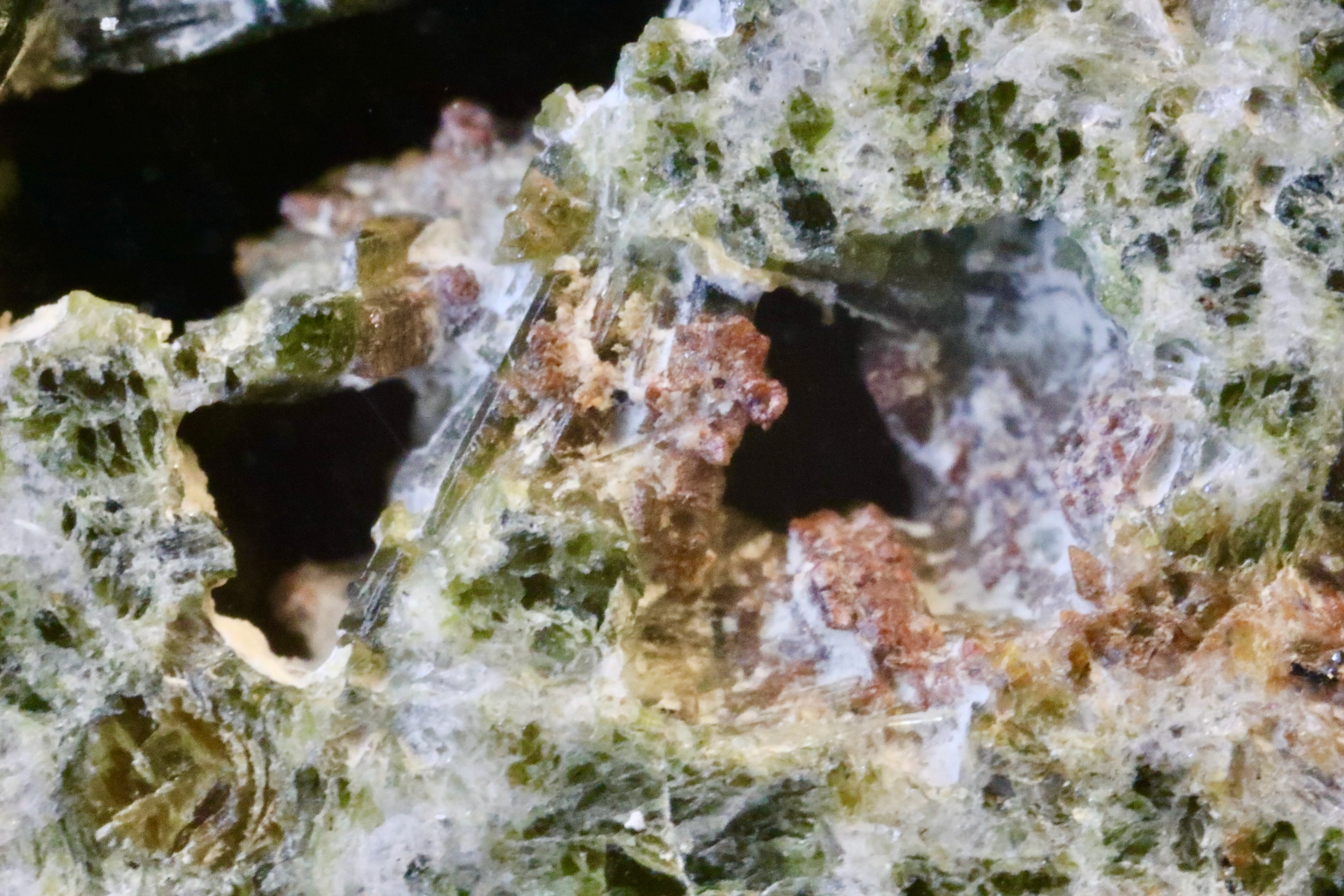
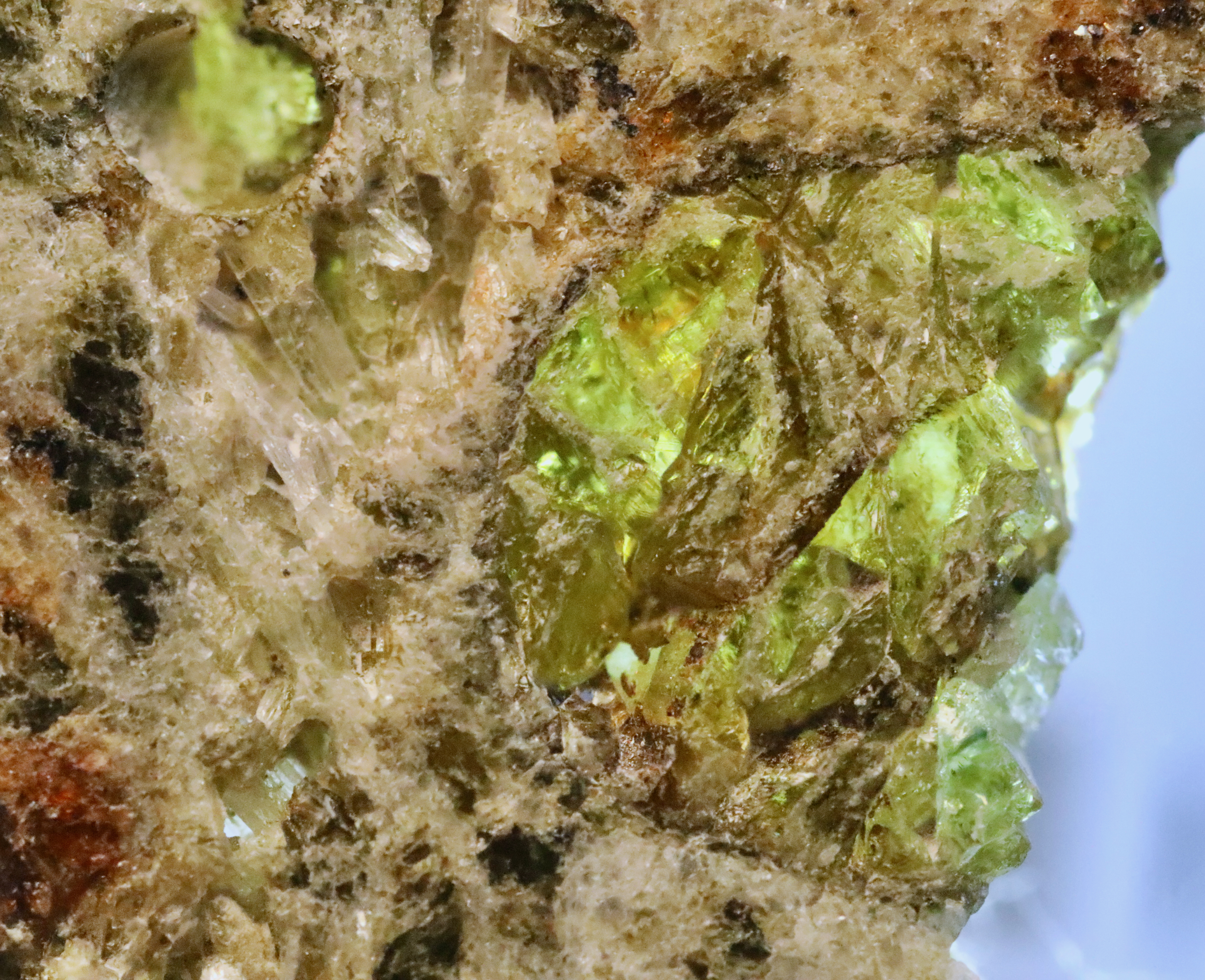
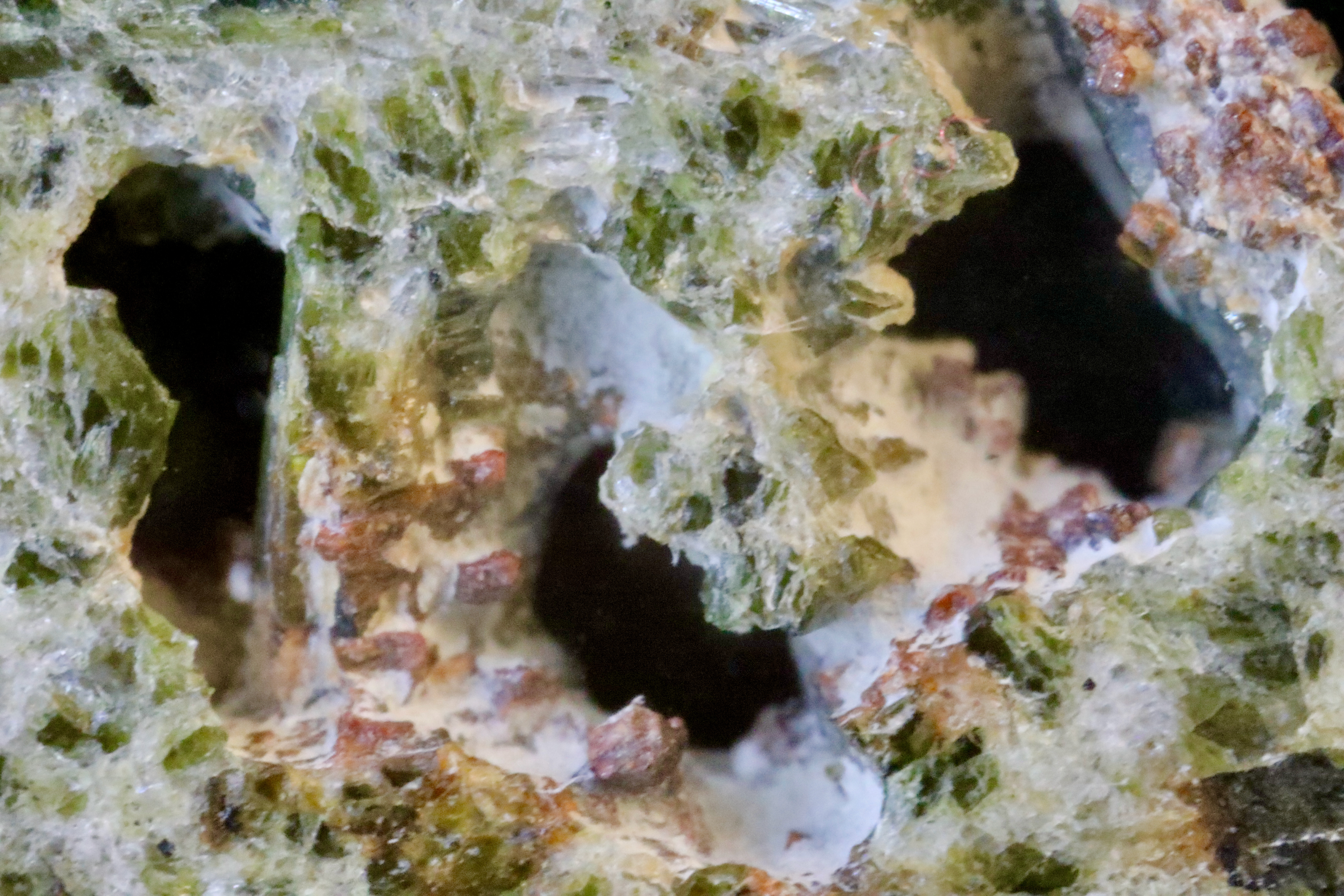
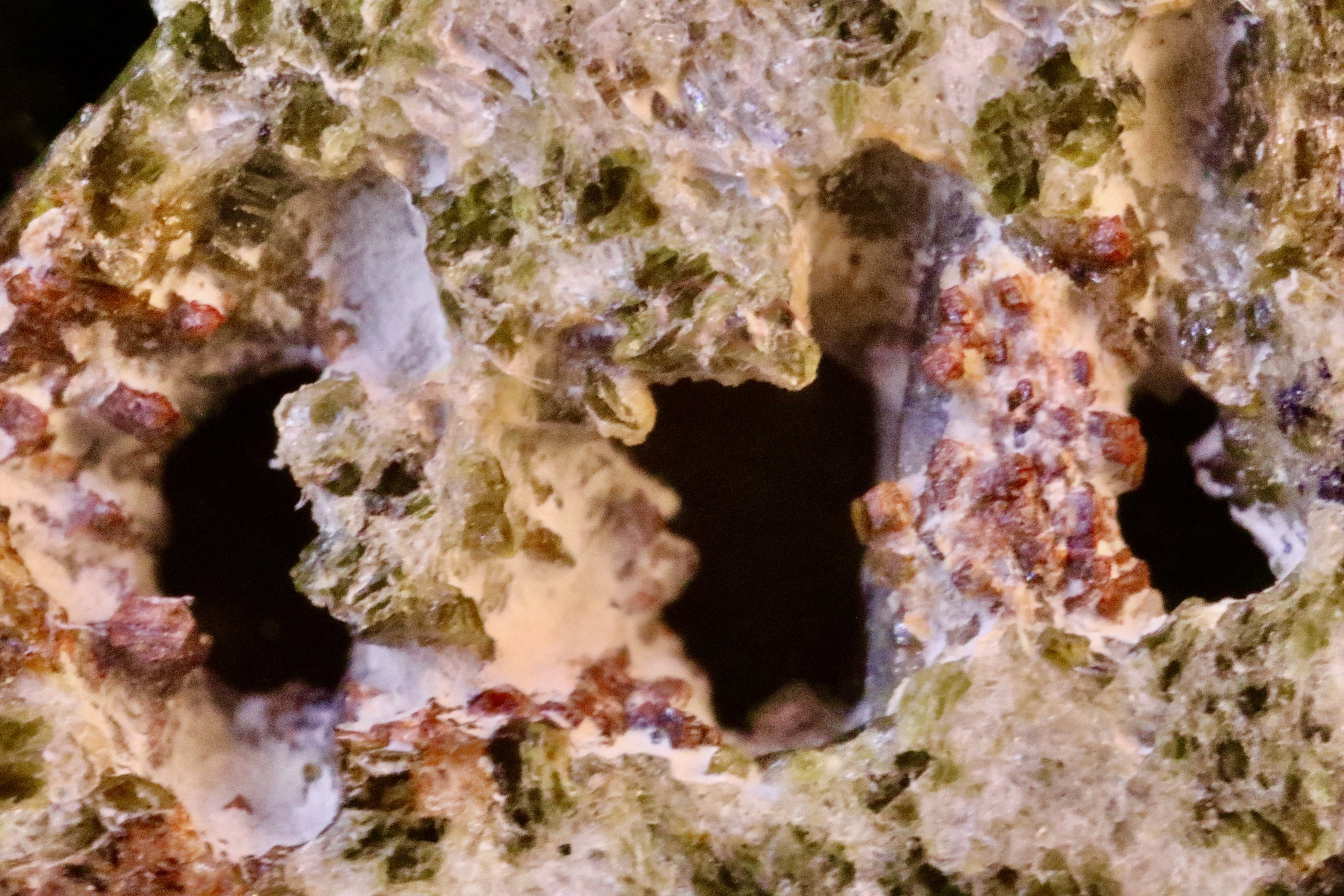
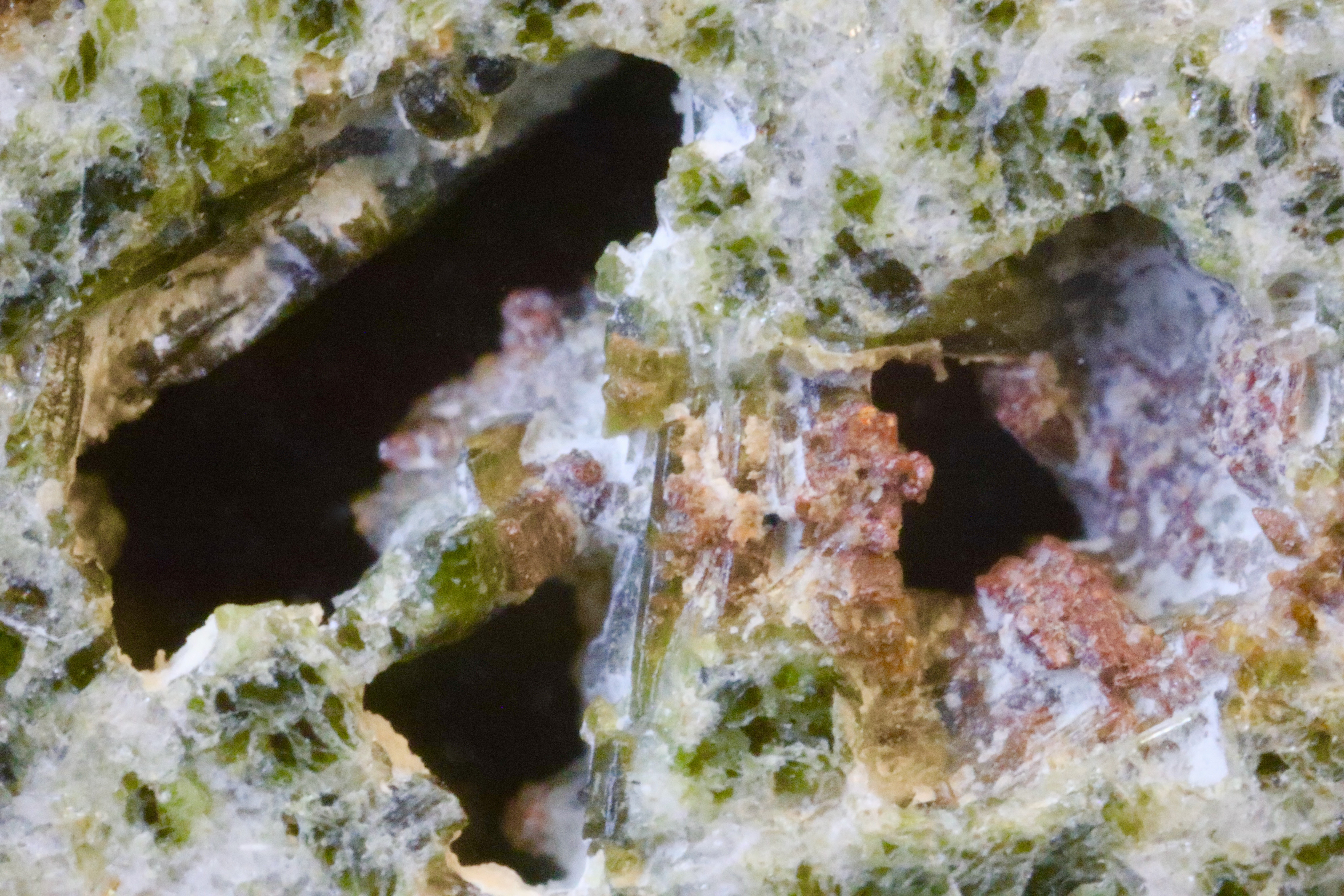
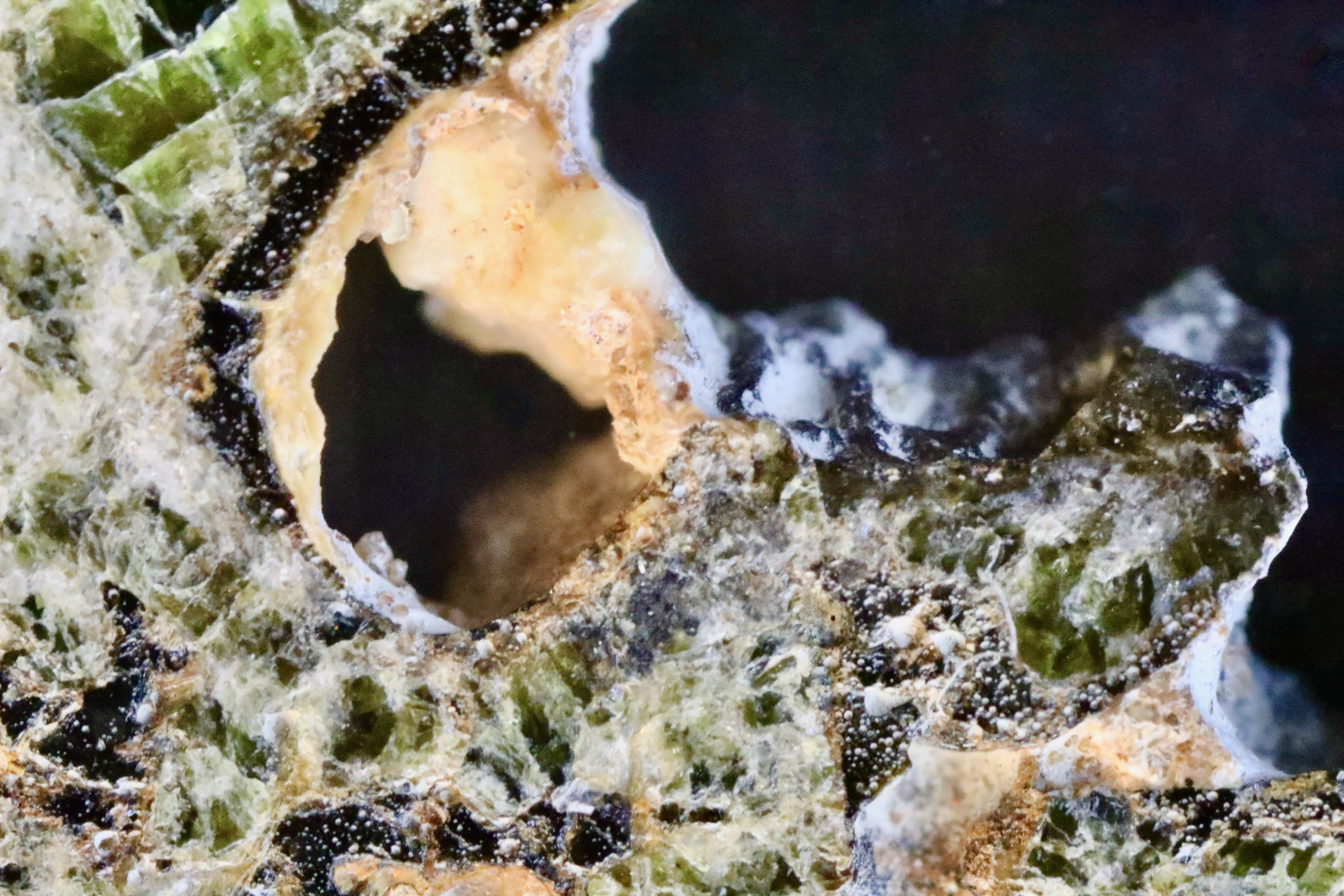
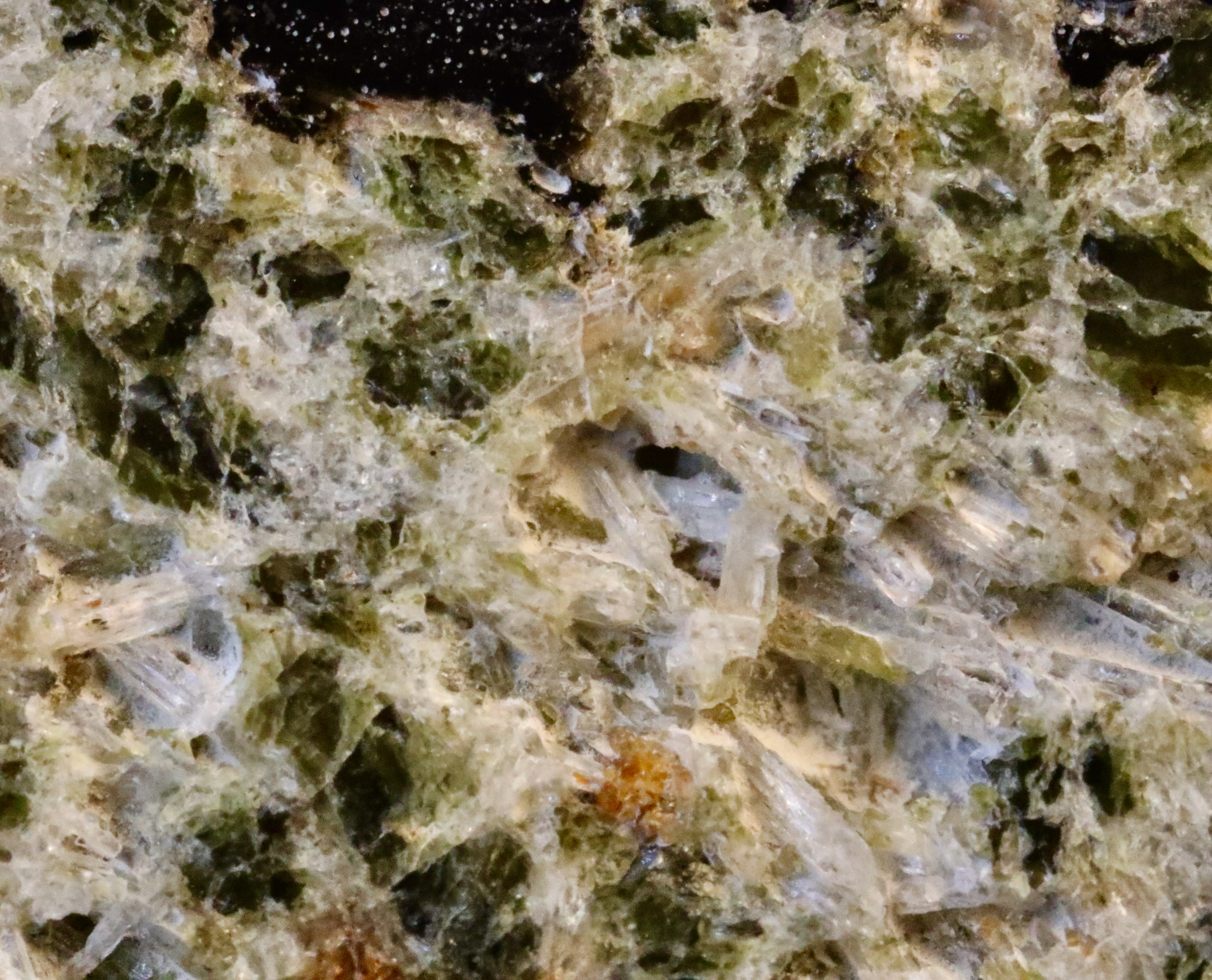